# União das Freguesias de Castedo e Cotas
Die União das Freguesias de Castedo e Cotas ist eine portugiesische Gemeinde (Freguesia) im Kreis (Concelho) Alijó im Norden Portugals.

## Geschichte
Die Gemeinde entstand im Zuge der Gebietsreform vom 29. September 2013 durch die Zusammenlegung der ehemaligen Gemeinden Castedo und Cotas. Castedo wurde Sitz der neuen Verwaltung.

## Demographie
| Freguesia | Freguesia       | Freguesia | Freguesia       | ehemalige Freguesias | ehemalige Freguesias | ehemalige Freguesias | ehemalige Freguesias |
| --------- | --------------- | --------- | --------------- | -------------------- | -------------------- | -------------------- | -------------------- |
| Wappen    | Freguesia       | Einwohner | Fläche in (km²) | Wappen               | Freguesia            | Einwohner            | Fläche in (km²)      |
|           | Castedo e Cotas | 536       | 28,91           |                      | Castedo              | 377                  | 13,52                |
|           | Castedo e Cotas | 536       | 28,91           | Cotas                | 245                  | 15,39                |                      |